# غليون

غليون إسباني (يسار) تُطلق مدافعها على سفينة حربية هولندية (على اليمين). كورنيليس فيربيك، حوالي 1618/1620.

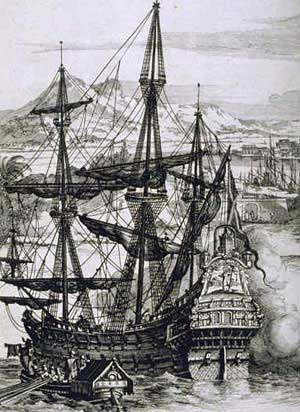
غليون أسباني

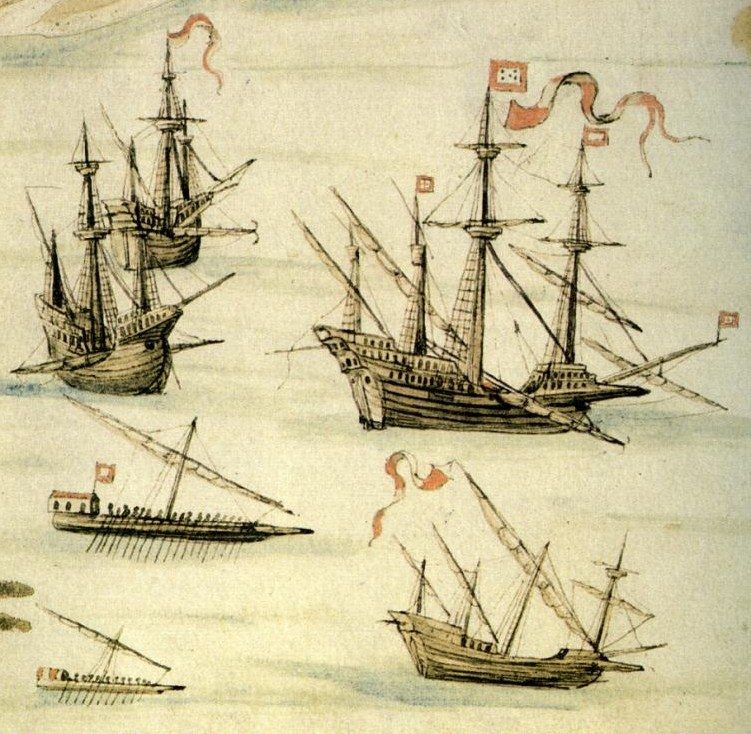
قراقير، غليون (وسط / يمين)، كارافيل مزود بمربّع (بالأسفل)، قادس وفوستا رسم دي كاسترو لـ «حملة السويس» (جزء من الأسطول البرتغالي المكون من 72 سفينة مرسلة ضد الأسطول العثماني في السويس، مصر، ردًا على دخولها إلى المحيط الهندي وحصار ديو في عام 1538) - Tábuas da India in the João de Castro's Roteiro do Mar Roxo (خريطة طريق للبحر الأحمر) في الفترة 1540-1541.

الغليون هي سفينة شراعية كبيرة ومتعددة الطوابق استخدمتها الدول الأوروبية لأول مرة كناقلات بضائع مسلحة من القرن السادس عشر للقرن الثامن عشر خلال عصر الشراع وكانت وحدة الأسطول الرئيسية المستخدمة كسفن حربية حتى الحروب الأنجلو هولندية منتصف عقد الـ 1600. على الجاليون بشكل عام تُوجد ثلاثة صواري أو أكثر مع شراع لاتين(بالإنجليزية: lateen)‏ من مقدم المركب إلى مؤخره (طولاني) (بالإنجليزية: fore-and-aft rig)‏ على الصواري الخلفية، مبنية بطريقة الكارفل [الإنجليزية] مع مربع بارز من مؤخرة السفينة المرتفعة، واستخدمت تجهيز مربع [الإنجليزية] لخطط الشراع على الصاري الأمامي والصواري الرئيسية.
كانت هذه السفن هي الدعامة الأساسية للتجارة البحرية في أوائل القرن التاسع عشر، وغالبًا كانت تُستخدم كسفن حربية بحرية مساعدة، وفي الواقع كانت الدعامة الأساسية للأساطيل المتنافسة خلال معظم 150 عامًا من عصر الاستكشاف - قبل أن تجلب الحروب الأنجلو-هولندية سفن حربية مُجهزة لهذا الغرض والتي استخدمت فيما بعد في الحروب البحرية خلال الفترة المتبقية من عصر الشراع.

## روابط خارجية
- حطام سان خوسيه، 1708. الجمعية الجغرافية الملكية لجنوب أستراليا
- تطوير السفينة كاملة التجهيز من Carrack إلى Full-Rigger